# Silent Hill 3
A Silent Hill 3 a harmadik része a Silent Hill túlélő-horror sorozatának, amit kiadtak Sony Playstation 2-re, és PC-re.
Megjelenései:
Playstaton 2:
- Európa: 2003. május 23.
- Japán: 2003. július 3.
- Észak-Amerika: 2003. augusztus 6.

Microsoft Windows:
- Európa: 2003. november 7.
- Észak-Amerika: 2004. április 6.

## Történet
17 év telt el a Silent Hill első részének eseményei óta. Heather egy hétköznapi, ám komoly tinédzser lány, aki szeret vásárolgatni. Egészen addig, ameddig a saját múltja el nem éri.
Egy detektív közelíti meg Heathert a bevásárlóközpontban. Heather nem figyel rá, és azt mondja neki, hogy hagyja békén, miközben az folyamatosan olyan kérdéseket tesz fel, amik Heatherben elfeledett emlékeket idéznek elő. Sikerül elkerülnie, de miután ismét visszamerészkedik a bevásárlóközpontba, észreveszi azt, hogy mindenki eltűnt, ezzel magára maradt. Ahogy aztán egyedül vándorol a bevásárlóközpontban, rádöbben arra, hogy nem oda tért vissza, ahová kellett volna. Átlépte a képzelet és a valóság határát, és minden olyanná válik, mintha valaki rémálmában kószálna, amiből azonban nem tud kijutni. Groteszk lények tűnnek fel az árnyak közül, és időnként minden átalakul. A falakat rozsda és vér kezdi borítani, és olyan dolgok jelennek meg olyan helyeken, amiknek semmi keresnivalója se lenne ott.
Az egyetlen reménye az otthona, ám amikor hazaér rádöbben arra, hogy neki is erős köze van a vele történtekhez…
Rájön, hogy tulajdonképpen ő testesíti meg az első rész Alessájának a lelkét, a történet előrehaladtával kezd visszaemlékezni "régi énjre", és azokra a dolgokra, amiket Alessa élt át. A végén épp hogy sikerül elkerülnie azt a sorsot, amit még az első részben szántak Alessának.

## Érdekességek
- A Borley Haunted Mansion, avagy Borley Szellemkastély a vidámparkban valószínűleg egy utalás a Borley Házra, amit egykor "Anglia legkísértetiesebb háza"-ként tartottak számon, mígnem 1939-ben egy tűzvész okozta kárban oda nem veszett az egész.
- Az építkezési területnél található egy fal, amit át lehet ütni. A fal mögött egy tetem van, ami jó eséllyel egy utalás "A Fekete Macska", avagy "The Black Cat" c. írományra Edgar Allen Poe-tól, amiben hasonló dolog történt. Ráadásul egy hangtompító is található ott, ami pedig erősen a Metal Gear Solid c. videójáték egyik jelenetére emlékeztet, ami szintén a Konami kezei alatt készült el.
- Mind a PS2, mind a PC-s Silent Hill 3 verzióban van négy utalás a Silent Hill 2. részéhez, azonban ezek általában csak vicceknek voltak szánva. A leghírhedtebb az, amikor Heather észreveszi azt, hogy valami beszorult az egyik WC-be, de elundorodik, és nem érti, hogy mégis hogy lehetne képes bárki is effélében nyúlkálni. A Silent Hill 2. részében James azonban lenyúlt, és kivette azt, amire neki szüksége volt.
- A másik, hasonlóan vicces jelenet az, amikor Heather végre hazaér és megnézi a postaládáját, amely üres. Monologizálja is, hogy "Nincs benne egyetlen levél sem. Se halott feleségtől, se senkitől. Nem, mintha lenne olyanom..."
- Dougles egyszer megemlíti Heathernek, hogy volt egy eltűnt személlyel kapcsolatos ügye, azonban "sosem találta meg a fickót". Könnyen lehet, hogy ezzel a Silent Hill 2. részének a főszereplőjére utal.
- A Lakeside Amusement Parkban, avagy a Tóparti Vidámparkban megtalálhatóak a jelmezes Robbie nyuszik, amiből egy a 4. részben is jelen van. Robbie-t valószínűleg Mark Ryden festőművészhez lehet visszavezetni, aki az imént említett nyuszikhoz kísértetiesen hasonlító nyulakat szokott összeállítani, mind színben, mind kinézetben.

## Zene
A hivatalos zenei albumot a Silent Hill 3-hoz Akira Yamaoka készítette, és Japánban 2003. július 16-án adták ki először, a KOLA-038 katalógus-szám alatt.

## Folytatások
- Silent Hill 4: The Room (2004)
- Silent Hill: Origins (2007)
- Silent Hill 5: Homecoming
- Silent Hill: Shattered Memories